# Pouzolzia cymosa
Pouzolzia cymosa är en nässelväxtart som beskrevs av Robert Wight. Pouzolzia cymosa ingår i släktet Pouzolzia och familjen nässelväxter. Inga underarter finns listade i Catalogue of Life.